# Open G
Open G er en guitar stemning, hvor guitaren stemmes D-G-D-G-H-D. Dette vil sige at guitaren er stemt til en G-dur akkord. Dette opnås ved at stemme den sjette, femte og første streng et helt trin ned. Populær stemning til slide guitar.

## Guitarstykker i Open G
- "Spanish FlangDang" med Elisabeth Cotten
- "Bucket of rain" med Bob Dylan.
- "Wild Horses" og "Brown Sugar" med Rolling Stones